# Parachondrostoma arrigonis
Parachondrostoma arrigonis là một loài cá vây tia thuộc họ Cyprinidae. Loài này chỉ có ở Tây Ban Nha.
Môi trường sống tự nhiên của chúng là sông ngòi. Chúng hiện đang bị đe dọa vì mất môi trường sống.